# ニッポン放送 PODCAST STATION
ニッポン放送 PODCAST STATION（ニッポンほうそうポッドキャストステーション）は、ニッポン放送が2005年10月3日から開始した、ポッドキャストによるラジオ番組配信サービス。

## 概要
2005年にブログサービスを展開してる、ポータルサイトサービス運営企業等がポッドキャストによる音声配信を開始し始め、ニッポン放送も同年4月頃からポッドキャストサービスの参入について検討を開始。同年9月26日にプレオープンし、10月3日からPodcastシステムでの音声コンテンツ配信をローンチ。
配信開始当時は地上波ラジオで放送していた番組コンテンツでは無く、番組からの派生コンテンツがメインであり、『ラジオリビング』や報道部が担当する『防災一口メモ』も配信していた。その後、2010年位から楽曲著作権処理が不必要である、ニュース番組や一部バラエティ番組のトーク部については番組再編集版の配信を開始。
その後、ポッドキャスト配信はラジオ番組の再編集の工数や経費がかさみ過渡期にあったが、2019年からポッドキャスト配信チャネル環境の変化やスマートフォンやスマートスピーカーの普及からのマネタライズ方法の見直しで「ポッドキャストAD」としてスポット広告等を販売した事により、SNSや音楽サブスクリプションサービスとの連携が容易であるポッドキャストサービスの価値を再評価し、リブランディング。
2020年4月1日から当該「Podcasting STATION」を立ち上げ直し、幾つか存在するポッドキャストブランド番組を統合、『ニッポン放送 PODCAST STATION』として再スタート。2019年7月の月間ダウンロード数が約180万であったが、2020年7月の月間総ダウンロード数が500万DLを超え、過去最高の数値を記録し、同月比270％を達成している。ダウンロード数を牽引したのが、番組一覧項に記載が有る『OK! Cozy up!』と『ズーム そこまで言うか!』で、特にApple Podcastsでは常にランキング上位にラインナップされている。同局ビジネス開発局 デジタルビジネス部の澤田真吾は、番組周知目的からビジネスのマネタライズに辺り、2018年にPodcastが盛り上がってるアメリカ合衆国に取材に赴いて、Podcastサービス会社やラジオ局の話を聞いた結果、Podcastコンテンツへの広告挿入システムが日本でローンチされて無かった事で、海外のシステムをいち早く導入し、配信、ユーザー動向分析、広告迄を一貫して作業している事を明かしている。
また、同局は同年1月にプロアマ問わないPodcasterの裾野を広げるコンテストである「JAPAN PODCAST AWARDS」を立上げた。

## 利用方法
スマートフォンアプリ
- Apple Podcasts
- Spotify
- Google Podcasts
- Amazon Music
- poddog（ポッドドッグ）
- ラジオクラウド

フルブラウザ
- 当該Webサイト
- Apple Podcasts（macOSのみ）
- iTunes（Microsoft Windows OSのみ）
- Spotify
- Amazon Music

スマートスピーカー
- Google Home

## 配信番組

### 現在

#### ニッポン放送On Air On
同局地上波ラジオ放送及びradikoにて配信されているラジオ番組の番組全編では無く、一部のコーナーだけを配信。"※"印のものはSpotifyでの独占配信コンテンツ。
- 飯田浩司のOK! Cozy up!
新行市佳の週末増刊号※土曜の昼に配信される、新行がパーソナリティを務めるオリジナルハイライト番組。また、新行の取材コーナーも当該番組では構成されている
  - モーニング ライフ UP! 今日の早起きドクター
6:15に放送されているコーナーを番組とは切り離して配信。
- 辛坊治郎ズーム そこまで言うか! ※レギュラー復活に伴い
  - 吉田悠希の教えてよっぴー先輩!
坂道シリーズオタクである番組リポーターの吉田悠希が、辛坊治郎のヨットによる太平洋無寄港横断再挑戦に伴う休演中の水曜代理パーソナリティである吉田尚記と今一番気になる話題を忖度なく語る番宣トーク番組。
パーソナリティ：吉田悠希、吉田尚記
- コロナウィルス・インフォメーション fromニッポン放送
『OK! Cozy up!』、『ザ・フォーカス』、『DAYS』に出演した医療や経済の識者のコメントをまとめたコンテンツ。
- コラ之輔 参上!
『春風亭一之輔 あなたとハッピー!』の番組内コーナー。
- 男と女のビンビン川柳
『鶴光の噂のゴールデンリクエスト』の番組内コーナーを放送週の3日分を再編集したコンテンツ
- ナイツ ザ・ラジオショー / 中川家 ザ・ラジオショー / サンドウィッチマン ザ・ラジオショーサタデー
2021年6月から配信開始。番組冒頭のOPトークのみ配信される。
  - はごろもフーズpresents 備えレシピショー
番組内のスポンサータイアップコーナー。
- 高田文夫のラジオビバリー昼ズ
- 笑福亭鶴瓶 日曜日のそれ
- 三菱電機プレゼンツ 戸田恵子 オトナクオリティ
- サンドウィッチマンの東北魂
- オールナイトニッポン
  - 星野源のオールナイトニッポン ※
  - ナインティナインのオールナイトニッポン ※
  - 霜降り明星のオールナイトニッポン / オールナイトニッポン0(ZERO) ※
- オールナイトニッポン0(ZERO)
  - フワちゃんのオールナイトニッポンX / フワちゃんのオールナイトニッポン0(ZERO) ※
  - ぺこぱのオールナイトニッポンX / ぺこぱのオールナイトニッポン0(ZERO) ※
  - 佐久間宣行のオールナイトニッポン0(ZERO) ※
  - マヂカルラブリーのオールナイトニッポン0(ZERO) ※
  - 三四郎のオールナイトニッポン / オールナイトニッポン0(ZERO)
2021年4月放送分以降はオープニングトークのみ配信。
  - ファーストサマーウイカのオールナイトニッポン0(ZERO)
  - 水溜りボンドのオールナイトニッポン0(ZERO)
- オールナイトニッポンX
- オールナイトニッポンGOLD
  - 渡辺謙のオールナイトニッポンGOLD 完全版
山中伸弥との収録分で放送にて落とした箇所を含む形。
- 渡邉美樹 5年後の夢を語ろう!
- Lantis Presents 熊田茜音 アカネノ音
- ニッポンチャレンジドアスリート
- 本田圭佑 「NowVoice」
- 看板娘ホッピー・ミーナの HOPPY HAPPY BAR
- 銀シャリのほくほくマネーラジオ
- 私の正論
- 阿部亮のNGO世界一周!

#### ニッポン放送 CLASSICS
過去、同局において放送・配信されていたラジオ番組のアーカイブ。
- ニッポン放送 ショウアップナイターCLASSICS
『ショウアップナイター』で中継された過去の名試合の音源を、試合開始から終了まで配信する。
10.8決戦と横浜ベイスターズ38年振りのリーグ優勝決定試合と野村克也追悼企画として、2019セノン クライマックスシリーズ・セ ファイナルステージ第3戦
- 三四郎のオールナイトニッポン0
- アルコ&ピースのオールナイトニッポン0
- 須田慎一郎のニュースアウトサイダー
- マキタスポーツ食道
- 角田龍平のオールナイトニッポンR

#### オールナイトニッポンi
- 青山吉能と前田佳織里 金曜日のしじみ
声優の青山と前田が家飲み、ひとり飲みの相手をつとめる番組
パーソナリティ：青山吉能、前田佳織里
- 映画「樹海村」presents 樹海通信
「樹海村」の全国劇場公開を記念し、怪談の語り手である島田とホラー好きである島田の後輩である川口を交えて、怪談について語る
パーソナリティ：島田秀平、アシスタント：熊谷実帆（ニッポン放送アナウンサー）、川口英之（ホタテーズ）
- ビジネスウォーズ
  1. 任天堂対ソニー
  2. ナイキ対アディダス
  3. TikTok対インスタグラム
  4. コロナワクチン開発戦争
  5. マクドナルド対バーガーキング

20世紀スタジオが資本サポートをしている、Podcastコンテンツ制作会社のワンダリー（英語版）による2018年1月20日に開始した音声コンテンツである『ビジネスウォーズ（英語版）』の日本語版
案内役：春風亭一之輔、出演：犬山犬子[12]、増山さやか[12]、東島衣里[12]
- 高円寺ハイパー井戸端ラジオ
杉並区高円寺在住のアートディレクターの大黒が“まちの相談屋”として、高円寺の街の人と井戸端を繰り広げる番組（パーソナリティ：大黒健嗣）。

#### ニッポン放送 Spin Out
- クリープハイプ尾崎世界観の野球100% powered by ニッポン放送ショウアップナイター
NRNの系列局である、TBCラジオで放送していた番組がPodcast配信のみコンテンツとしてニッポン放送に移籍。
- ニッポン放送 横田早紀江さん単独インタビュー ～母の祈り～
『垣花正 あなたとハッピー!』2020年8月18日放送分にて放送した単独インタビューを、ノーカット版としてアップデートしたもの。
- 飯田浩司 Business Take up!
今知っておきたい、ビジネスの話題やキーワードについて取り上げるコンテンツ（アシスタント：坂本梨紗）。
- 有楽町ひとさんぽ
同局と三菱地所が展開する町おこし企画「有楽町うたつくり計画」で、街ぐるみの“まちうた”を創り上げていくために有楽町の街に特化した番組（パーソナリティ：上柳昌彦）。
- 「劇場版ポケットモンスター」サポーターズPodcast～今、君に伝えたい映画のヒミツ～
「劇場版ポケットモンスター ココ」の全国劇場公開を記念し、物語の着想や制作過程などの映画の裏側を語るコンテンツ
MC：吉田尚記
- 島田秀平とオカルトさん!
- ニッポン放送報道記者レポート
『上柳昌彦のお早うGoodDay!』の番組内ブログにて配信していた同コーナーを約10年半振りに復活させたコンテンツ。同局報道スポーツコンテンツセンターの記者（不定期でアナウンサー）が毎週木曜の週替わりで、自らが足で稼いで取材した現代世相の話題を解説する報道番組コンテンツ。
パーソナリティ：畑中秀哉、遠藤竜也、宮崎裕子、藤原高峰、小永井一歩（以上LF報道部記者・ニュースデスク）、内田雄基、前島花音（以上LF制作部アナウンサー）
- ウイカはじめてのSDGs ~ powered byファーストサマーウイカのオールナイトニッポン0(ZERO)
- 鶴光・ウイカが考える未来（あした）のラジオ
- マンガのラジオ
マンガ大賞の発起人である吉田と漫画家との対談番組
パーソナリティ：吉田尚記
- ネトフリアニメpresents 吉田尚記のFUKABOLIX
Netflix Japan Animeの作品からピックアップし、深掘りする情報番組。地上波ラジオでも、月1特番として編成されている
パーソナリティ：吉田尚記
- うそラジオ Podcast 松任谷由実 はじめました
- 山下智博のとにかく明るい中国!
中国大陸向け動画共有サービスbilibiliにおいて、日本人インフルエンサーである山下が、中国ローカルの若年層視点から「とにかく明るく」エンタメやカルチャーを紹介する
パーソナリティ：山下智博（ネット動画プロデューサー、インフルエンサー）

### 番組再配信
- ザ・ボイス そこまで言うか!
- テリー伊藤のフライデースクープ そこまで言うか!
- 大谷ノブ彦 キキマス!
  - 「はやぶさ2」応援キャンペーン 宇宙の魅力 キキマス!
- 杏のAnytime Andante
- オールナイトニッポンGOLD
  - ミッツ・マングローブのオールナイトニッポンGOLD
  - 小島慶子のオールナイトニッポンGOLD
- ミュ〜コミ+プラス
  - サポーターズ+Podcast

番組内で放送しているスポンサー企業とのコラボコーナー
- マキタスポーツ 土曜もキキマスター!
- ポプラ社PRESENTS みんなの少年探偵団

2014年11月16日に放送された特番
大槻ケンヂ×万城目学
- JT Presents 週刊!オトナ塾

「石原塾長のワンポイントアドバイス」のみ
- JT Presents 鴻上尚史と里田まいのサンデー・オトナラボ→鴻上尚史と岡本玲のサンデーオトナラボ
- 谷村新司 まぁるい日曜日
- 高嶋ひでたけのあさラジ!
  - ラジオ人間ドックPodcast

同番組のコーナーのみ単独でPodcast配信
- 上柳昌彦のお早うGoodDay!

「NISSANビジネスサポートトピックス ザ・特集」と「ヤナセ Sports Good Story」のみ配信
- 森永卓郎 朝はニッポン一番ノリ!
  - 森永卓郎の経済提言 → 経済アナリスト森永卓郎お耳拝借経済コラム

森永卓郎が経済に関するコラム
- 松浦亜弥のオールナイトニッポン - 2006年12月配信終了

フリートークの一部が配信される。
- オールナイトニッポン 有楽町音楽室

「まだピカ!ゴールドラッシュ」のみ配信
- ヤンキー先生!義家弘介の夢は逃げていかない
- 高田文夫のラジオビバリー昼ズ
  - 北野大の聴いてマル得ゼミナール

北野大がノンジャンルに3択の雑学クイズを配信する
ますだおかだのオールナイトニッポン
- ますだおかだのオールナイトニッポン

「ほめてやる!!」の箇所のみ配信
- くりぃむしちゅーのオールナイトニッポン

OPトーク、「電話が鳴るまで」のみを配信。
- THE 放送サッカーズ
  - 今週の…おちまさと!
  - 鈴木おさむの裏・放送サッカーズ

番組冒頭のトークを配信。
- 有楽町音楽室
- 笑福亭鶴光デジラジキングダム
  - 鶴光のオールナイトニッポン事件簿〜鶴のウラ噺
- 熱血!!ラジカルチャー

「福田和也のおすすめの1冊」、「田崎真也のおすすめの一杯」
- 有楽町アニメタウン
  - 裏アニータン！

（旧名ミューコミ セレクト・カウントダウン）
- 代々木アニメーション学院Presents 有楽町アニメ塾
- TOYOTAスポーツドリーム
  - 乙武洋匡のスポーツフラッシュ
- 川嶋あい 勇気の唄

「川嶋あい 勇気のことば」
- 東京エレクトロンプレゼンツ FairiesのFly to the World
  - グローバー先生のワンポイントレッスン
- ブロードバンド!ニッポン I AM 上原奈美
  - 上原奈美のキレイ塾
  - 上原奈美のヒッチ俳句
- ニッポン放送報道部制作
  - 防災ひとくちメモ

ニッポン放送のスポットCM帯で流す報道部制作のコンテンツ
- - ニッポン放送報道スペシャル 就職戦線「冬」の時代〜就活生が目指す「春」〜
  - ニッポン放送成人の日スペシャル 17才の戦争〜1915年を生きて〜

### オリジナルコンテンツ
基本的に全て毎週1回更新
- ポッドショッピング（通信販売）

ギャザリングを利用しての通販番組。
- 激ウラ!!西川貴教のオールナイトニッポン

『西川貴教のオールナイトニッポン』番組終了後、特番復活編成時の番宣として、西川貴教は出演せず、同番組の構成作家のみ出演。構成作家陣が継続番組として『石川・ホンマ・ぶるんのBe-side Your Life』を個人配信した。
- BUZZ SHANGHAI※中国東方電台制作

AMニッポン放送×FM中国東方電台のExchange番組
- AM1242 ニッポン放送アナウンサー吉田尚記のPodcast
- ミューコミ
  - ミューコミ漫画喫茶
  - 吉田尚記の有楽町ゲームタウン
- 小島よしおとかもめんたるのオールナイトニッポンモバイル
- ますだおかだのオールナイトニッポン
  - ますおか裏チャンネル
- 垣花正のDRALION ポッドキャスト!

シルクドソレイユの演目の1つである「DRALION」の番宣番組
- 橋本直と鈴木真海子のCROSSPOD